# チャールズ・プレスコット
チャールズ・ヤング・プレスコット（Charles Young Prescott、1938年12月14日 - ）は、アメリカ合衆国の素粒子物理学者。オクラホマ州ポンカシティ生まれ。

## 来歴
1961年にライス大学で学士を、1966年にカルテックでロバート・リー・ウォーカー（1919年 - 2005年）の下、論文Eta meson photoproduction in the region of the third nucleon resonance.（第3核子共鳴の領域におけるイータ中間子光生成）で博士号を取得した。1966年から1970年までカルテックのシンクロトロン研究所の研究科学者であった。1970年,71年にはカリフォルニア大学サンタクルーズ校の助教授を務めた。SLACでは1971年から1980年までスタッフ、1980年から1984年まで准教授、1984年から2006年までは教授を務め、2006年に名誉教授となり退官した。SLACでは1986年から1991年までは研究部門のAssociate Directorも務めた。
1970年代、偏極電子の深部非弾性散乱を研究し、パリティ破れを観測したチームの一員であった。これらの実験により素粒子物理学の標準模型における電弱相互作用の理論を確認した。偏極電子ビームを用いて核子のスピン構造を調べる研究も行っていた。
1980年、SLC計画に偏極ビームを加えることを提案した。e+e– collidersにおけるZ物理のプログラムの一部として偏極が議論されたのは初めてであった。偏極ビームは1992年から1998年の間にSLCプログラムの重要な部分となった。1982年にはSLD計画の立ち上げに協力し、1998年の終了まで計画に参加した。1995年から2000年まで国際スピン物理シンポジウムの議長を務めた。1991年からSLACの研究グループ（グループA）の長を務め、2006年に退職した。
2000年代にはSLACのニュートリノのない二重ベータ崩壊を捜索するEXO(Enriched Xenon Observatory)実験のための科学チームの一員であった。将来の線形加速器の設計と実装に関する研究にも参加した。
1988年にパノフスキー賞を受賞した。1997年にはアメリカ物理学会のフェローに選出された。2001年には米国科学アカデミーのメンバーに選出された。

## 主要著作
- Prescott: Summary and outlook on the future, SLAC – PUB – 4435, September 1987, Invited talk presented at the Seventh International Conference on Physics in Collision, Tsukuba, Japan, August 25–27, 1987]
- Prescott: An Overview of Spin Physics, 1991
- Prescott: Weak electromagnetic interference in electron deuteron scattering. In: Lillian Hoddeson, Laurie Brown, Michael Riordan, Max Dresden (eds.): The rise of the standard model. Cambridge University Press, 1997.